# Anua fervida
Anua fervida är en fjärilsart som beskrevs av Butler 1883. Anua fervida ingår i släktet Anua och familjen nattflyn. Inga underarter finns listade i Catalogue of Life.